# Âu tàu Dębowo
Bản mẫu:Infobox waterlock
Âu tàu Dębowo - âu tàu đầu tiên trên kênh Augustów (từ Biebrza) gần làng Dębowo thuộc khu hành chính của Gmina Sztabin, thuộc quận Augustów, Podlaskie Voivodeship, phía đông bắc Ba Lan. Nó nằm khoảng 15 km (9 mi) về phía tây nam của Sztabin, 27 km (17 mi)     về phía nam của Augustów và 58 km (36 mi) về phía bắc của thủ đô khu vực Białystok.
Là một phần của Kênh Augustów, âu tàu là tuyến đường thủy đầu tiên (kênh cấp cao) ở Trung Âu cung cấp một liên kết trực tiếp giữa hai con sông lớn, sông Vistula và sông Neman, và nó cung cấp một liên kết với Biển Đen ở phía nam qua kênh Oginski, sông Dnieper, kênh Berezina và sông Dvina. Đây hiện là khu vực bảo vệ được bảo tồn do Ba Lan đề xuất để ghi vào Danh sách Di sản Thế giới của UNESCO.
Các khoang đơn và gạch bê tông sau sự tàn phá của chiến tranh đã được đổi mới vào năm 1946, và trong những năm 1997-2003, nó đã được cải tạo toàn diện. Chênh lệch 3,11 m. Cửa bằng gỗ dùng để khóa mực nước.
Kích thước ô 43,56 x 6,04 mm điều khiển bằng tay. Trong vùng lân cận của cống và lỗ thông hơi đập được sử dụng để đẩy tới một nhà máy thủy điện nhỏ. Một phần của hệ thống âu tàu là các tòa nhà âu tàu được xây dựng đầu thế kỷ XX
- Vị trí: 0,35 km
- Mức chênh lệch: 2,07 m
- Chiều dài: 43,9 m
- Chiều rộng: 6,10 m
- Cổng: Gỗ
- Năm xây dựng: 1826-1827
- Quản lý dự án: Trung úy. Tiếng Anh Michael Przyrembel